# Sjirjajevo (oblast Samara)
Sjirjajevo (Russisch: Ширяево) is een dorp (selo) onder jurisdictie van het stedelijk district Zjigoeljovsk in de Russische oblast Samara. Het dorp ligt aan de oever van de Wolga in de Boog van Samara aan de rand van de zapovednik Zjigoeljovski, vlak bij het plaatsje Bogatyr. 

## Geschiedenis
De eerste vermelding van Sjirjajevo was tussen 1643 en 1645. De eerste beschrijving werd gegeven door de Nederlandse kunstenaar en reiziger Cornelis de Bruijn, die in 1707 tijdens zijn tweede reis door Moskovië ook deze plaats aandeed. Hij schreef over Sjirjajevo in zijn boek Reizen over Moskovie, door Persie en Indie (1711): "Om 9 uur, nadat we naar het zuidwesten waren gekeerd, zagen we aan rechterzijde een vallei tussen twee hoge bergen en vervolgens de nederzetting die op 20 wersten van Samara ligt. Onze mensen kwamen daar zonder voedsel te zitten en de rivier was erg breed op deze plek" De plaats is in historische documenten ook terug te vinden als Sjirjajev Boejerak (Ширяев Буерак), (derevnja) Sjirjajeva (Ширяева), Sjirjajevka (Ширяевка), (selo) Sjirjajevskoje (Ширяевское) en (selo) Bogojavlenskoje (Богоявленское). De oorsprong van de oudste naam die aan het dorp wordt gegeven; Sjirjajev Boejerak, valt terug te voeren op de afmetingen van de vallei waarin het dorp is gelegen. Sjirjaj betekent "breed", "open" en boejerak "geul", "greppel". De Sjirjajev Boejerak is met een lengte van ongeveer 35 kilometer de grootste boejerak van de Boog van Samara.
De Russische schilder Ilja Repin bezocht de Zjigoeli en het dorp in 1870 op zijn 26e samen met medekunstenaars Fjodor Vasiljev en Jevgeni Makarov en zijn broer, muzikant Vasiljev en schilderde er er zijn beroemd geworden schilderij De Wolgaslepers. 

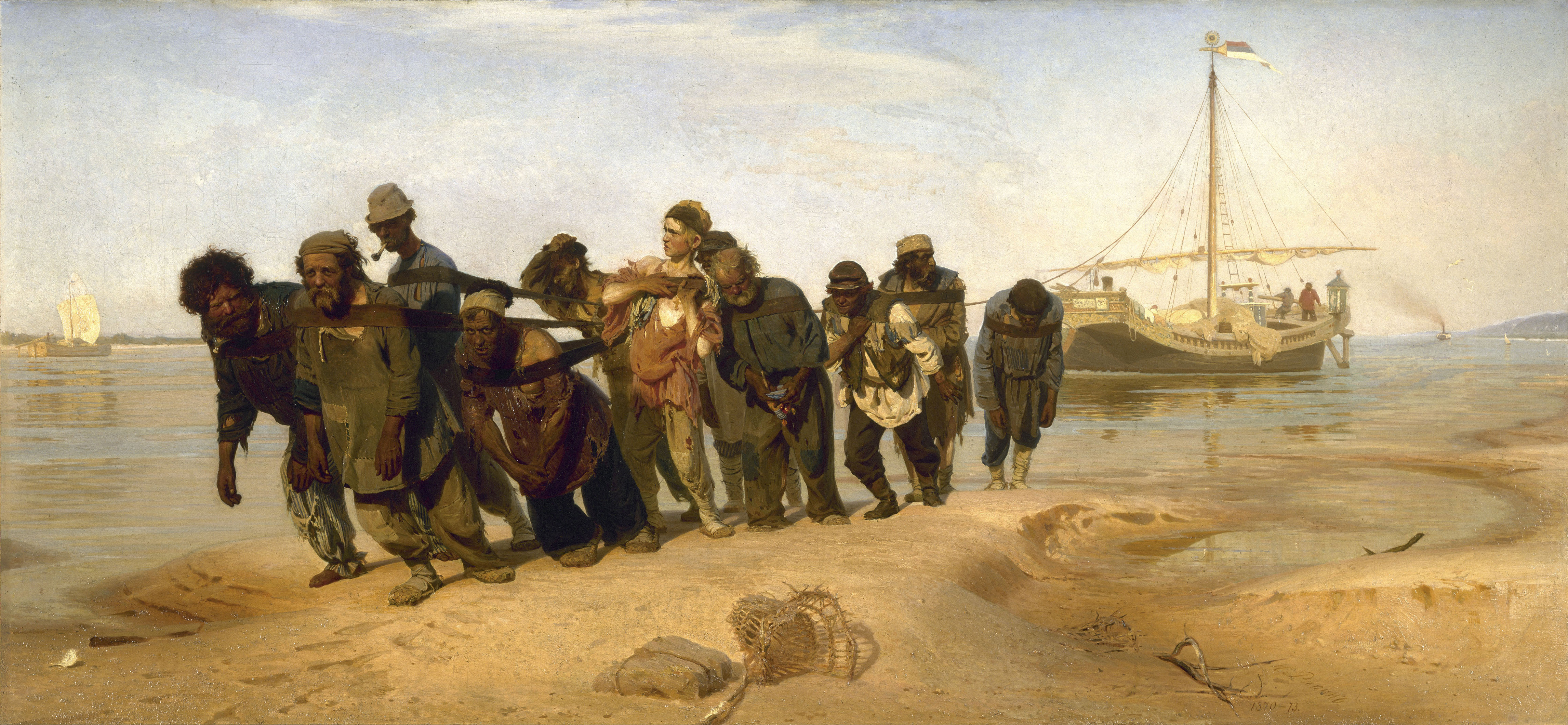
Slepers langs de Wolga

In de plaats bevindt zich nu een museum over en een monument van Repin. Ook bevindt zich er een huismuseum van schrijver Aleksandr Sjirjavets, die in het dorp werd geboren, alsook het Witte Huis; een gebouw dat dateert uit 1910, waar zich 4 expositieruimten bevinden; 2 met etnografische exposities en het werk van kunstenaars die in Sjirjajevo gemaakt werden (Ilja Repin, Fjodor Vasiljev, Jevgeni Makarov, Aristarcha Lentoelova, Ivan Sjisjkin, Ivan Ajvazovski en Sergej Ivanov) en twee voor persoonlijke tentoonstellingen en hedendaagse kunstenaars.